# Vukašin Tomić
Vukašin Tomić (in serbo Bукaшин Томић?; Kruševac, 8 aprile 1987) è un ex calciatore serbo, di ruolo difensore.